# Don S. Davis
Don Sinclair Davis (4. srpna 1942 – 29. června 2008) byl americký herec, učitel divadla a kapitán v armádě Spojených států amerických.

## Kariéra
Pravděpodobně byl nejvíc znám rolí Generála George S. Hammonda ve vědeckofantastickém televizním seriálu Hvězdná brána (1997–2007) a pro dřívější zpodobnění Majora Garlanda Briggse v seriálu Městečko Twin Peaks (1990–1991). V seriálu MacGyver byl kaskadérem/dvojníkem Dana Elcara. Často býval s Elcarem pleten a naopak. Davis se objevil ve dvou dílech MacGyvera, pokaždé v jiné roli. První postavou byl řidič náklaďáku s cementem v díle "Výbuch" a druhou pytlák Wyatt Porter v dílu "Ohrožený Kruh". Také hrál otce Scullyové v seriálu Akta X. Kanadské publikum může Davise znát také díky jeho slavnému působení v seriálu Heritage Minutes, kde hrál arogantního amerického zlatokopa, který vytáhl zbraň na Sama Steelea.

## Život
Davis se narodil ve městečku Aurora ve státě Missouri. Na universitě Southwest Missouri State College dosáhl bakalářského titulu z divadla a umění. V roce 1970 získal magisterský titul na konzervatoři Southern Illinois University v Carbondale. Poté několik let učil, než se na tuto universitu vrátil a dokončil studium divadelních umění se ziskem titulu Ph.D. Ve filmech začal účinkovat od roku 1982, zároveň také učil na Universitě Britské Kolumbie. S učením přestal roku 1987, aby se mohl naplno věnovat herectví.
Herectví ho zcela nenaplňovalo, a tak byl také výtvarným umělcem, trávícím většinu svého času malováním a vyřezáváním. Malování, vyřezávání a kreslení doprovázelo Davise už od raného věku. Celý svůj život směřoval k dalšímu provozu těchto činností, které byly později následovány jeho Výborem pro design a prodejem umění.
Davis zemřel 29. června 2008 v 65 letech. Jako příčina byl uveden rozsáhlý infarkt.
Namísto květin či darů požádala Davisova rodina, aby truchlící věnovali dary American Heart Association.

## Filmografie
| Rok       | Film/seriál                                                     | Role                        | Poznámky   |
| --------- | --------------------------------------------------------------- | --------------------------- | ---------- |
| 1982      | Joanie Loves Chachi                                             | Benny                       | 1 epizoda  |
| 1985      | Cesta Natty Gannové                                             |                             |            |
| 1986      | I-Man                                                           | chirurg                     |            |
| 1986      | Hero in the Family                                              | Capcom                      |            |
| 1986      | Spot Marks the X                                                | Mr. Haskell                 |            |
| 1986      | That Secret Sunday                                              | zákazník                    |            |
| 1987      | Deadly Deception                                                | asistent coronera           |            |
| 1987      | Sworn to Silence                                                | vedoucí poroty              |            |
| 1987      | Malone                                                          | Buddy                       |            |
| 1987      | Policejní dohled                                                | strážce ve vězení           |            |
| 1987      | The New Adventures of Beans Baxter                              | agent Ruck                  | 1 epizoda  |
| 1987-1988 | MacGyver                                                        | řidič náklaďáku s cementem  | 2 epizody  |
| 1987-1991 | Jump Street 21                                                  | Frank                       | 5 epizod   |
| 1988      | Pitevní stůl                                                    | prodejce zbraní             |            |
| 1988      | Pronásledovatelé                                                | veterinář                   |            |
| 1989      | Rescue Force                                                    |                             |            |
| 1989      | Top of the Hill                                                 |                             |            |
| 1989      | The Beachcombers                                                | Howard Usher                | 1 epizoda  |
| 1989      | Wiseguy                                                         | Dr. Morris                  | 1 epizoda  |
| 1989      | Bordertown                                                      | Josiah Richmond             | 1 epizoda  |
| 1989      | Tam, kde končí hvězdy                                           | Phil Clowson                |            |
| 1989      | Unsub                                                           |                             | 1 epizoda  |
| 1989      | Matinee                                                         | Earle Gardner               |            |
| 1989      | Kdopak to mluví                                                 | Dr. Fleisher                |            |
| 1989      | The Lady Forgets                                                | Dr. Bennett                 |            |
| 1989-1990 | Booker                                                          | soudce                      | 2 epizody  |
| 1990      | Právo v Los Angeles                                             | soudce Richard Bartke       | 1 epizoda  |
| 1990      | Čekání na světlo                                                | Dr. Norman                  |            |
| 1990      | Vzpomínky na vraždu                                             |                             |            |
| 1990      | Rychlopalba                                                     | Haig                        |            |
| 1990      | Kdopak to mluví 2                                               | Dr. Fleischer               |            |
| 1990      | Broken Badges                                                   | Sterling                    | 3 epizody  |
| 1990-1991 | Městečko Twin Peaks                                             | major Garland Briggs        | 16 epizod  |
| 1991      | Tanec řetězů                                                    | seržant                     |            |
| 1991      | Blood River                                                     | kongresman Howard K. Apples |            |
| 1991      | Přichází Satan - Procitnutí                                     | Jake Milliken               |            |
| 1991      | Tajemná schůzka                                                 | Doheny                      |            |
| 1991      | Zajatci                                                         | Mack                        |            |
| 1991      | The Gambler Returns: The Luck of the Draw                       | uvaděč rodea                |            |
| 1991      | Posing: Inspired by Three Real Stories                          | Philip Baywood              |            |
| 1991      | Hook                                                            | Dr. Fields                  |            |
| 1992      | Kuffs                                                           | policejní instruktor zbraní |            |
| 1992      | Kavárna U Noční můry                                            | šerif Dan Filcher           | 1 epizoda  |
| 1992      | Knots Landing                                                   | Warden Vernon Howard        | 1 epizoda  |
| 1992      | Calendar Girl, Cop, Killer? The Bambi Bembenek Story            | McCann                      |            |
| 1992      | Velké vítězství                                                 | Charlie Collins             |            |
| 1992      | Hrdina proti své vůli                                           |                             |            |
| 1992      | Columbo                                                         | Bertie                      | 1 epizoda  |
| 1992      | Dead Ahead: The Exxon Valdez Disaster                           | Stevens                     |            |
| 1993      | Deník Evelyn Lau                                                |                             |            |
| 1993      | Street Justice                                                  | seržant Pritchard           | 1 epizoda  |
| 1993      | Zemětřesení na dálnici 880                                      | Dave                        |            |
| 1993      | Křivé obvinění                                                  | pan Harper                  |            |
| 1993      | Cliffhanger                                                     | Stuart                      |            |
| 1993      | Obchodník s hrůzou                                              | reverend Rose               |            |
| 1993      | Final Appeal                                                    | soudce Gray                 |            |
| 1993      | Highlander                                                      | Palance                     | 1 epizoda  |
| 1994      | Max                                                             | Earl Pomerance              |            |
| 1994      | Birdland                                                        | Birdwell                    | 1 epizoda  |
| 1994      | Cobra                                                           | Thorne                      | 1 epizoda  |
| 1994      | One More Mountain                                               | Franklin Graves             |            |
| 1994      | Zapadákov                                                       | Lloyd Hillegas              | 1 epizoda  |
| 1994      | M.A.N.T.I.S.                                                    | admirál Farallon            | 1 epizoda  |
| 1994      | Lavina                                                          | Whitney                     |            |
| 1994      | Akta X                                                          | kapitán William Scully      | 2 epizody  |
| 1994      | Someone Else's Child                                            | Sherwin Francis             |            |
| 1994-1996 | Madison                                                         | pan Winslow                 | 7 epizod   |
| 1995      | A Family Divided                                                | detektiv Larson             |            |
| 1995      | Marshal                                                         | Tiger Larkin                | 1 epizoda  |
| 1995      | She Stood Alone: The Tailhook Scandal                           |                             |            |
| 1995      | Zálesáci                                                        | pan Smith                   |            |
| 1995      | Černý lišák 1                                                   |                             |            |
| 1995      | Černý lišák 2: Cena za mír                                      |                             |            |
| 1995      | Krajní meze                                                     | detektiv Wilson             | 2 epizody  |
| 1995      | Beauty's Revenge                                                | šerif                       |            |
| 1995      | A Dream Is a Wish Your Heart Makes: The Annette Funicello Story | Glen Holt                   |            |
| 1995      | Stín pochybnosti                                                | Kevin Carroll Sr.           |            |
| 1996      | Prisoner of Zenda, Inc.                                         | plukovník Zapf              |            |
| 1996      | Brothers of the Frontier                                        | Byron Holcomb               |            |
| 1996      | Profit                                                          | bývalý šerif                | 2 epizody  |
| 1996      | Kidz in the Wood                                                | ředitel                     |            |
| 1996      | Skrytá posedlost                                                | Payne                       |            |
| 1996      | Aljaška                                                         | seržant Grazer              |            |
| 1996      | Fanatik                                                         | Stook                       |            |
| 1996      | Poltergeist                                                     | Harold Taggart              | 1 epizoda  |
| 1996      | Chladnokrevně                                                   | Roy Church                  |            |
| 1996      | Viper                                                           | Lloyd                       | 1 epizoda  |
| 1996      | The Angel of Pennsylvania Avenue                                | Dewey                       |            |
| 1997      | Útěk                                                            | Warden                      |            |
| 1997      | Sopka: Hořící sníh                                              | Bob Hart                    |            |
| 1997      | Dad's Week Off                                                  | Hank                        |            |
| 1997      | The Stepsister                                                  | detektiv Church             |            |
| 1997      | Con Air                                                         | muž v autě                  |            |
| 1997      | Nebezpečný zákazník                                             |                             |            |
| 1997-2007 | Hvězdná brána                                                   | generál George Hammond      | 160 epizod |
| 1998      | Ochránce                                                        | Wilton Fisker               | 1 epizoda  |
| 1998      | Honey, I Shrunk the Kids: The TV Show                           | pan Washington              | 1 epizoda  |
| 1999      | Atomový vlak                                                    | generál Harlan Ford         |            |
| 2000      | The Artist's Circle                                             |                             |            |
| 2000      | Suspicious River                                                |                             |            |
| 2000      | Nejlepší show                                                   | soudce                      |            |
| 2000      | 6. den                                                          | kardinál de la Jolla        |            |
| 2001      | Zachránce                                                       | Alexander Daniels           |            |
| 2002      | The Chris Isaak Show                                            | Del                         | 1 epizoda  |
| 2002      | Pro dobrou věc                                                  | Thorton                     | 2 epizody  |
| 2002      | Deadly Little Secrets                                           | šéf                         |            |
| 2003      | Savage Island                                                   | Keith Young                 |            |
| 2003      | Zóna soumraku                                                   | Dr. Tate                    | 1 epizoda  |
| 2003      | G.I.Joe: Spy Troops the Movie                                   | Wild Bill                   | 1 epizoda  |
| 2004      | Hokejový zázrak                                                 | Bob Fleming                 |            |
| 2004      | Meltdown                                                        | NRC Carl Mansfield          |            |
| 2004      | Hvězdná brána: Atlantida                                        | generál George Hammond      | 1 epizoda  |
| 2004      | G.I. Joe: Valor Vs. Venom                                       | Wild Bill                   | dabing     |
| 2004      | Andromeda                                                       | Avineri                     | 1 epizoda  |
| 2004      | Námořní vyšetřovací služba                                      | kontrolor z MTAC            | 1 epizoda  |
| 2005      | Západní křídlo                                                  | reverend Don Butler         | 1 epizoda  |
| 2005      | Passing Darkness                                                | Will                        |            |
| 2005      | Child of Mine                                                   | šéf policie                 |            |
| 2005-2006 | Mrtvá zóna                                                      | senátor Harlan Ellis        | 3 epizody  |
| 2006      | Agentura Jasno                                                  | pan McCallum                | 1 epizoda  |
| 2007      | Seed                                                            | Davis                       |            |
| 2007      | The Still Life                                                  | pan Fernot                  |            |
| 2007      | Tajemství rodu Locků                                            | Joseph                      |            |
| 2007      | Lovci duchů                                                     | Trotter                     | 1 epizoda  |
| 2007-2008 | Flash Gordon                                                    | pan Mitchell                | 2 epizody  |
| 2008      | Beyond Loch Ness                                                | Neil Chapman                |            |
| 2008      | Neklidný                                                        | Bud Rollins                 |            |
| 2008      | The Guard                                                       | Chuck                       | 1 epizoda  |
| 2008      | Boj o moc                                                       |                             | 1 epizoda  |
| 2008      | Hvězdná brána: Návrat                                           | generál George Hammond      |            |
| 2008      | Vipers                                                          | Dr. Silverton               |            |
| 2008      | Far Cry                                                         | generál Roderick            |            |
| 2008      | To Love and Die                                                 | Hal                         |            |
| 2009      | Nezvaná                                                         | pan Henson                  |            |
| 2009      | Wyvern                                                          | plukovník Travis Sherman    |            |
| 2009      | Stargate SG-1: Children of the Gods - Final Cut                 | generál George Hammond      |            |
| 2010      | Woodshop                                                        | ředitel Jamison             |            |